# ホセ・アンヘル・シガンダ
ホセ・アンヘル・シガンダ・ラクンサ（José Ángel Ziganda Lakuntza、1966年10月1日 - ）は、スペイン・パンプローナ県出身の元サッカー選手、現サッカー指導者。元スペイン代表であった。現役時代のポジションはFW。

## 経歴

### 選手
CAオサスナの下部組織出身であり、1987年12月13日のCEサバデル戦(0-0)でトップチームデビューした。1989年から1991年には絶対的なレギュラーであり、2シーズン連続でリーグ戦11得点を挙げた。この活躍が近隣のアスレティック・ビルバオの目にとまり、1991年にバスク自治州のクラブに移籍した。1992年5月26日のアルバセテ・バロンピエ戦(5-4)ではハットトリックを達成している。イスマエル・ウルサイスが台頭したためにアスレティックを追い出され、1998年にCAオサスナに復帰した。セグンダ・ディビシオン（2部）で戦った1999-2000シーズンは昇格に貢献し、2001年までプレーして現役引退を発表した。CAオサスナとアスレティック・ビルバオに在籍した12シーズンでプリメーラ・ディビシオン（1部）通算381試合に出場し、111得点を挙げた。さらにセグンダ・ディビシオンで19得点を挙げ、UEFAカップで9得点、コパ・デル・レイで6得点を挙げている。
1991年4月17日、カセレスで行われたルーマニアとの親善試合(0-2)で4分間だけ出場してスペイン代表デビューを果たした。スペイン代表での出場機会はルーマニア戦の1試合のみである。

### 指導者
CAオサスナの下部組織のいくつかのチームで指導者経験を積み、2005-06シーズンにはCAオサスナBを指揮した。メキシコ人のハビエル・アギーレ監督がトップチームを離れてアトレティコ・マドリード監督に就任すると、シガンダが後任の監督に就任した。UEFAチャンピオンズリーグでは予選3回戦での敗退が決まっており、2006-07シーズンのリーグ戦でも開幕直後に躓いたが、徐々に状況を改善し、UEFAカップではクラブ史上最高位のベスト4となった。リーグ戦は11位で終えた。2007-08シーズンは攻撃の中心となるはずのジャバド・ネクナムやウーゴ・ヴィアナが負傷に苦しみ、1試合平均1得点以下の乏しい得点力で残留争いに巻き込まれた。2008-09シーズンは開幕からの6試合で1勝もできず（わずか2得点であった）、2008年10月13日、シガンダは解任されてホセ・アントニオ・カマーチョが後任監督に就任した。2009年7月上旬、エルクレスCFへと旅立ったエステバン・ビーゴ監督に代わり、プリメーラ・ディビシオンへの初昇格を決めたヘレスCDと1年契約を結んで監督に就任した。しかし、開幕戦からの17試合で勝ち点7しか挙げられずに最下位に低迷し、2010年1月12日、シーズンの半ばで職を解かれた。
2022年6月13日、セグンダ・ディビシオンに所属していたSDウエスカの監督に就任し、2年契約を結んだ。1シーズン目はリーグ戦15位に落ち着いたが、2シーズン目にあたる2023-24シーズンは開幕から10試合を1勝4分5敗という成績で終えたため、2023年10月8日に解任された。